# Geoff Gallop
Geoff Gallop AC (Geraldton, 27 september 1951) was de zevenentwintigste premier van West-Australië.

## Vroege jaren
Gallop werd in 1951 in West-Australië geboren. Zijn vader was Douglas John Gallop, een bedrijfssecretaris, en zijn moeder Eunice Grigsby. Gallop liep school aan de 'Beachlands Primary School' en de 'Geraldton Senior High School'.
Van 1969 tot 1971 studeerde hij aan de Universiteit van West-Australië (UWA) en behaalde er een 'Bachelor of Economics'. Hij gaf er in 1972 deeltijds les aan het 'Department of Economics'. Er werd Gallop een Rhodesbeurs toegekend en van 1972 tot 1974 studeerde hij aan het 'St John's College' in Oxford. Gallop behaalde een 'Bachelor of Arts' met onderscheiding en raakte er bevriend met Tony Blair.
Van 1975 tot 1977 studeerde Gallop aan de Murdoch University (MU) in Perth. Hij behaalde er een 'Bachelor in Philosophy, Politics & Economics' en een 'Master of Philosophy'. Gallop gaf er in 1975 deeltijds les aan de 'School of Social Inquiry'. In 1976 gaf hij deeltijds les aan het 'Department of Politics' van de UWA. In 1977 was hij tijdelijk docent aan de 'School of Social Inquiry' van de MU.
Van 1977 tot 1979 studeerde Gallop terug aan het 'St John's College' in Oxford. Hij gaf deeltijds les aan het 'Department of Government' van de 'Brunel University' en was deeltijds docent aan de St John’s, Wadham, Brasenose en St Catherine’s Colleges in Oxford. Van 1979 tot 1981 was Gallop 'Research Fellow' aan het 'Nuffield College' in Oxford. In 1983 werd hij in Oxford 'Doctor of Philosophy'.
Van 1981 tot 1986 was Gallop docent sociale en politieke theorie aan de MU. Hij was in 1982-83 ondervoorzitter van de 'Murdoch University Staff Association'.

## Politieke carrière
Gallop werd lid van de Australian Labor Party in 1971. In 1972 was hij voorzitter van de universiteitsafdeling van de partij. Van augustus 1974 tot januari 1975 werkte Gallop als organisator voor de 'Miscellaneous Workers Union' van West-Australië. Van 1983 tot 1986 zetelde hij in de gemeenteraad van de City of Fremantle.
Op 7 juni 1986 werd Gallop voor het kiesdistrict 'Victoria Park' in het West-Australische lagerhuis verkozen. Hij zou nog vijf maal herverkozen worden en op 25 januari 2006 zelf zijn ontslag geven.
In 1990 werd Gallop minister van onderwijs, parlementaire en kiesrechthervorming en rechterhand van de minister van financiën in de regering Lawrence. Van 1991 tot 1993 was hij minister van brandstof en energie, minister van parlementaire, micro-economische en kiesrechthervorming en rechterhand van de minister van financiën. Van 1994 tot 1996 was Gallop vice-oppositieleider en van 1996 tot 2001 oppositieleider. Gallop was van 1994 tot 2001 op verschillende tijdstippen schaduwminister over verschillende bevoegdheden. Hij speelde op de 'Constitutional Convention' in Canberra een belangrijke rol in de totstandkoming van de rechtstreekse verkiezing van Australiës federale eerste minister.
Op 16 februari 2001 werd Gallop premier van West-Australië en minister van wetenschap, burgerschap en van multiculturele, federale en ambtenarenzaken. Na de verkiezingen van 2005 bleef Gallop premier en minister van ambtenarenzaken. Hij werd daarnaast ook minister van watervoorziening. Gallop diende op 25 januari 2006 vanwege een depressie plots zijn ontslag als premier en parlementslid in. Hij werd opgevolgd door Alan Carpenter.
Onder Gallop werden de West-Australische oerbossen beter beschermd, was er vooruitgang in de ontwikkeling van het welzijn van de Aborigines en werd begonnen met de aanleg van de Mandurah Line in Perth. Het bezit van cannabis voor persoonlijk gebruik werd gedecriminaliseerd maar dat werd later teruggedraaid.

## Verdere carrière
Na zich uit de politiek te hebben terug getrokken werd Gallop professor en directeur aan de 'Graduate School of Government' van de Universiteit van Sydney. Van 2007 tot 2011 was hij ondervoorzitter van de 'Council of Australian Governments Reform Council'. Daarnaast was Gallop nog lid of voorzitter van verscheidene commissies die te maken hadden met gezondheidszorg, onderwijs en de hervorming van de overheid. Van 2012 tot 2015 was hij voorzitter van de 'Australian Republic Movement'. Sinds 2015 is Gallop emeritus hoogleraar aan de Universiteit van Sydney. In 2019 trad hij toe tot de 'Global Commission on Drug Policy'.

## Erkenning
Gallop won verscheidene prijzen tijdens zijn studiejaren. In 2003 werd Gallop de Centenary Medal toegekend en in 2009 werd hij tot compagnon in de Orde van Australië benoemd. In 2022 werd hij samen met 33 anderen verkozen tot 'Fellow of the Academy of the Social Sciences in Australia'.